# Volksbank Daaden
Die Volksbank Daaden eG ist eine Genossenschaftsbank mit Sitz in der rheinland-pfälzischen Stadt Daaden im Landkreis Altenkirchen.

## Geschichte
Die Volksbank Daaden eG wurde am 3. Dezember 1911 gegründet und hat sich bis heute ihre Eigenständigkeit bewahrt.

## Rechtsverhältnisse
Die Volksbank Daaden eG (lt. GnR „Volksbank Daaden eingetragene Genossenschaft“) ist im Genossenschaftsregister beim Amtsgericht Montabaur unter GnR 255 eingetragen.

## Organisationsstruktur
Rechtsgrundlagen sind das Genossenschaftsgesetz und die durch die Vertreterversammlung beschlossene Satzung. Organe der Bank sind der Vorstand, der Aufsichtsrat und die Vertreterversammlung.

## Sicherungseinrichtung
Die Volksbank Daaden eG ist der amtlich anerkannten Sicherungseinrichtung des Bundesverbandes der Deutschen Volksbanken und Raiffeisenbanken GmbH und der zusätzlichen freiwilligen Sicherungseinrichtung des Bundesverbandes der Deutschen Volksbanken und Raiffeisenbanken e.V. angeschlossen.

## Geschäftsausrichtung
Die Volksbank Daaden eG betreibt das Universalbankgeschäft. Im Verbundgeschäft arbeitet sie mit der DZ Bank, R+V Versicherung, Bausparkasse Schwäbisch Hall, Teambank, VR Leasing,  DZ Hyp und der Union Investment zusammen.

## Geschäftsgebiet
Das Geschäftsgebiet liegt im Osten des Landkreises Altenkirchen.
An diesen Orten betreibt die Bank Filialen:
- Daaden (Hauptstelle, jur. Sitz)
- Herdorf (Geschäftsstelle)
- Weitefeld (Geschäftsstelle)